# سونیا گوجاجارا
سونیا بونه د سوزا سیلوا سانتوس (زاده ۶ مارس ۱۹۷۴)، معمولاً با نام سونیا گوجاجارا شناخته می‌شود، یک فعال بومی برزیلی، فعال محیط زیست، و سیاستمدار است. او که یکی از اعضای حزب سوسیالیسم و آزادی (PSOL) بود، در ابتدا نامزد ریاست جمهوری برزیل در انتخابات عمومی برزیل در سال ۲۰۱۸ بود. او معاون رئیس‌جمهور گیلرمه بولوس بوده‌است. این او را به اولین فرد بومی تبدیل کرد که برای یک پست اجرایی فدرال در برزیل نامزد شد. در سال ۲۰۲۲، گوجاجارا توسط تایم به عنوان یکی از ۱۰۰ فرد تأثیرگذار در جهان انتخاب شد.
سونیا گواخاخارا در سرزمین بومی آراریبویا (پرتغالی: Terra Indígena Araribóia) واقع در جنگل‌های بارانی آمازون در شمال شرقی ایالت مارانهائو متولد شد.